# Harry Winkler (rokometaš)
Harry William Winkler mlajši, ameriški rokometaš, * 10. april 1945, Filadelfija, Pensilvanija.
Leta 1972 je na poletnih olimpijskih igrah v Münchnu v sestavi ameriške rokometne reprezentance osvojil 14. mesto. Čez štiri leta je z reprezentanco osvojil deseto mesto.